# Centre de recherches politiques de Sciences Po
Le Centre de recherches politiques de Sciences Po (anciennement Centre d'études de la vie politique française, l'acronyme CEVIPOF étant toujours employé malgré le changement de dénomination en 2003) est une unité mixte de recherche sous la tutelle de l'IEP de Paris (Sciences Po) et du CNRS,,.

## Histoire
L'émergence de la science politique comme discipline incite Jean Touchard à proposer la création du CEVIPOF en 1960. Le centre participe au mouvement d'émancipation progressive de la science politique des départements de droit. Jacques Chapsal dit, dans son eulogie de Touchard, que « le [...] CEVIPOF fut la création et l’œuvre personnelle de J. Touchard ».
Il est rattaché au CNRS depuis 1968, montrant son institutionnalisation dans le champ universitaire français.

## Présentation
Le laboratoire se consacre à la compréhension du changement politique et social, avec deux grandes orientations traditionnelles :
- l’étude du fait électoral, des partis, des mouvements politiques et des syndicats, et de plus en plus des attitudes, opinions et comportements politiques ;
- l’étude des idées politiques et des idéologies.

Au fil du temps, le CEVIPOF s’est ouvert à de nouveaux objets d’étude : les études de genre, la citoyenneté, les politiques publiques, les théories et philosophies politiques. La diversité des approches s’est également étendue : science politique, sociologie, théorie politique, philosophie, philosophie politique, économie, statistiques, mais aussi économétrie, biologie et physique.
Longtemps concentré sur la vie politique française, le CEVIPOF participe aujourd’hui à de grands projets internationaux avec un volet comparatif fort, impliquant une diversification des sources de financement et des partenaires internationaux. Il participe également pleinement aux missions d’enseignement de Sciences Po.
Les professions de foi et bulletins de vote des élections législatives de la Ve République conservés au CEVIPOF ont été numérisés en partenariat avec la bibliothèque de Sciences Po et sont disponibles en ligne sur Internet Archive,.

## Participation au débat public
Plusieurs innovations du CEVIPOF ont irrigué le débat public, notamment à travers les travaux sur les grandes études sociopolitiques (les variables explicatives des comportements politiques) : effet travail, religion, classe sociale, genre, patrimoine… Les notions de « libéralisme culturel » (Gérard Grunberg, Etienne Schweisguth), de « fonction tribunitienne » (Georges Lavau) ou de « gaucho-lepénisme » (Pascal Perrineau) résultent également des travaux du centre, qui se caractérise par l’importance des travaux collectifs. Une liste des soixante concepts sur lesquels ont travaillé les chercheurs du CEVIPOF a été dressée pour l'ouvrage des soixante ans du CEVIPOF.
De nombreux chercheurs titulaires, honoraires ou associés interviennent fréquemment dans le débat public.

## Direction
Ses directeurs ont été Jean Touchard (1960-1966), Georges Lavau (1967-1975), Alain Lancelot (1975-1987), Annick Percheron (1987-1991), Pascal Perrineau (1991-2013), Martial Foucault (2014-2024), et Kevin Arceneaux depuis 2024.

## Chercheurs

### Permanents et émérites du CEVIPOF
Daniel Boy, Sylvain Brouard, Bruno Cautrès, Élie Cohen (économiste), Gil Delannoi, Alexandre Escudier, Martial Foucault, Serge Galam, Frédéric Gros, Samuel Hayat, Gilles Ivaldi, Éric Kerrouche, Romain Lachat, Zaki Laïdi, Patrick Le Bihan, Annabelle Lever, Janine Mossuz-Lavau, Anne Muxel, Janie Pelabay, Pascal Perrineau, Dominique Reynié, Luc Rouban, Lou Safra, Réjane Sénac, Virginie Tournay, Thierry Vedel.

### Anciens chercheurs et associés au CEVIPOF
Martine Barthélémy, Frédéric Bon, Jacques Capdevielle, Roland Cayrol, Jean-Marie Donegani, Olivier Duhamel, Elisabeth Dupoirier, François Goguel, Guy Groux, Gérard Grunberg, Jérôme Jaffré, Lucien Jaume, Alain Lancelot, Georges Lavau, Guy Michelat, Annick Percheron, Odile Rudelle, Mariette Sineau, Alain-Gérard Slama, Pierre-André Taguieff, Jean Touchard, Jean Viard.